# Fördraget i Labiau
Fördraget i Labiau slöts mellan  Sverige och Brandenburg den 10 november (juliansk kalender, 20 november gregoriansk) 1656.  
I fördraget avsade sig kung Karl X Gustav länshögheten över Ostpreussen och kurfursten Fredrik Vilhelm I av Brandenburg tillerkändes suveräniteten över landet. Bland annat förnyades även det i Marienburg i juni samma år mellan Sverige och Brandenburg ingångna vapenförbundet. För det pågående kriget stadfästes Marienburgfördragets bestämmelser om ömsesidig vapenhjälp, och för framtiden bestämdes den till 4.000 man. Kurfursten skulle medverka till att Sverige i freden med Polen erhöll landets samtliga besittningar vid Östersjön, över Kurland dock endast överhögheten.